# Cronoescalada l'Alguer-Escala Picada
La cronoescalada l'Alguer-Escala Picada és una pujada de muntanya automobilística, que té lloc al nord-oest de la Sardenya a la primera secció de la Carretera estatal 292 Nord Occidental Sarda, de l'Alguer a Villanova Monteleone (SS), de 5 km de llarg (des del km 3,800 al km 8,800). És vàlida per al Trofeo Italiano Velocità Montagna, la Coppa Italia Montagna Nord i la Coppa Italia Montagna Sud, l'única prova contra-rellotge sarda a part de la Iglesias-Sant'Angelo.

## Característiques
És organitzada per l'Automobile Club d'Italia - Commissione Sportiva Automobilistica Italiana de Sàsser, en col·laboració amb el comú de l'Alguer, el patrocini de la província de Sàsser i de la Regió de Sardenya. Es du a terme des de 1955 i fou ideada pel marquesà Franco di Suni. El responsable tècnic-organitzatiu de l'edició de 2010 de la cronoescalada fou Mario Ruggiu (actual delegat regional de Sardegna C.S.A.I. i director tècnic històric de l'A.C.I. de Sàsser).
És la cronoescalada més antiga de Sardenya, i la tercera més antiga d'Itàlia, per la qual cosa no sols és una de les carreres més vistes sinó també de les més seguides. El seu nom està vinculat a pilots de renom com Simone Faggioli, Mauro Nesti i Ezio Baribbi, així com a pilots locals com Sergio Farris, Uccio Magliona i Omar Magliona.
El camí és força tècnic, especialment els dos primers quilòmetres. Posteriorment, la pista és una mica menys corba, amb plecs menys decidits, encara que la part central té dos revolts molt tancats.
Una de les característiques principals és el paisatge, ofert per la Costera del Coral, que ofereix un escenari molt suggestiu, però també ho és l'ample de la via, que quant a la norma és molt superior a la trobada en altres cronoescalades sardes, com per exemple la Cuglieri-La Madonnina.
El 29 de setembre de 2010 al municipi de l'Alguer es va produir la presentació de l'edició de 2010 a la qual hi van assistir: el director de l'A.C.I. de Sàsser Giovanni Monaca, el president de l'A.C.I. de Sàsser Stefanio Mario Mundula, el responsable tècnic-organitzatiu i delegat regional Sardegna C.S.A.I. i dirigent esportiu Mario Ruggiu, el president del CONI provincial de Sàsser Gian Nicola Montalbano, l'Assessor d'Esports de la província de Sàsser Roberto Desini i el seu homòleg del comú de l'Alguer Tore Angioi.
El 3 d'octubre de 2010, en ocasió de la 54a edició de la cronoescalada sarda, la cursa tornà a formar part del C.I.V.M. (Campionato Italiano Velocità Montagna) del qual en fou la 12a i última prova. Hi participaren, entre d'altres, Omar Magliona (Campió Italià dels Prototips Esportius CN 2010) i David Baldi (Vencedor de l'edició de 2009 de la cronoescalada).
Sempre ha estat guanyada per pilots italians llevat la primera edició de 1955, guanyada per la belga Gilberte Thirion, que a més de ser l'únic participant no italià va ser també l'única dona que ha guanyat aquesta cronoescalada.
El rècord de victòries en la competició el té Ezio Baribbi amb nou, incloent quatre consecutives. Si comptem les victòries de Giuseppe Tambone i Edoardo Lualdi, la Lombardia és la regió amb més victòries en aquesta cursa, seguida de Sardenya amb sis victòries en les mans dels pilots locals Uccio Magliona (únic pilot sard que l'ha guanyada més d'una vegada), Sergio Farris, Franco Lasia, Franco Locci i Omar Magliona.
Pel que fa als fabricants l'Osella destaca sobre tots els altres, ja que l'ha guanyada 28 cops, 15 vegades consecutives des de 1978 (victòria de Franco Locci) el 1992 (Ezio Baribbi). La segueix l'Abarth amb cinc victòries i l'Alfa Romeo amb tres.

## Resultats de les proves
A 1 de gener de 2011
| Any  | Pilot                | Vehicle                      | Resultats oficials                 | Imatges |
| ---- | -------------------- | ---------------------------- | ---------------------------------- | ------- |
| 1955 | Gilberte Thirion     | Mercedes 300 SL              |                                    |         |
| 1956 |                      |                              | prova de motociclisme              |         |
| 1957 |                      |                              | prova de motociclisme              |         |
| 1958 |                      |                              | prova de motociclisme              |         |
| 1959 |                      |                              | prova de motociclisme              |         |
| 1960 |                      |                              | prova de motociclisme              |         |
| 1961 | Edoardo Lualdi       | Ferrari 3000 GTO             |                                    |         |
| 1962 | Piero Frescobaldi    | Lancia Flaminia Sport Zagato |                                    |         |
| 1963 | Giuseppe Rebaudi     | Abarth                       |                                    |         |
| 1964 | Angelo Gilberti      | Abarth Sinca 1300            |                                    |         |
| 1965 | Noris                | Porsche 904                  |                                    |         |
| 1966 | Prigigallo           | Alfa Romeo Giulia            |                                    |         |
| 1967 | Giuseppe Raffa       | Alfa Romeo GTA               |                                    |         |
| 1968 |                      |                              | Traçat impracticable, no disputada |         |
| 1969 |                      |                              | Traçat impracticable, no disputada |         |
| 1970 |                      |                              | Traçat impracticable, no disputada |         |
| 1971 | Amphicar             | Fiat Abarth 2000             |                                    |         |
| 1972 | Angelo Giliberti     | Abarth 2000                  |                                    |         |
| 1973 | Amphicar             | Chevron B/23                 |                                    |         |
| 1974 | Alessandro Cocchetti | Chevron B/23                 |                                    |         |
| 1975 | Franco Pilone        | Abarth Osella BMW            |                                    |         |
| 1976 | Domenico Scola       | BMW 2000                     |                                    |         |
| 1977 | Domenico Scola       | Lola 3000                    |                                    |         |
| 1978 | Franco Locci         | Osella PA/5                  |                                    |         |
| 1979 | Mauro Sacchini       | Osella PA/6 2000             |                                    |         |
| 1980 | Sergio Farris        | Osella PA/6 2000             |                                    |         |
| 1981 | Uccio Magliona       | Osella PA/9 2000             |                                    |         |
| 1982 | Uccio Magliona       | Osella PA/9 2000             |                                    |         |
| 1983 | Piero Nappi          | Osella PA/9 2000             |                                    |         |
| 1984 | Giuseppe Tambone     | Osella PA/10 2000            |                                    |         |
| 1985 | Ezio Baribbi         | Osella PA/10 2000            |                                    |         |
| 1986 | Ezio Baribbi         | Osella PA/10 2000            |                                    |         |
| 1987 | Ezio Baribbi         | Osella PA/10 2000            |                                    |         |
| 1988 | Ezio Baribbi         | Osella PA/10 2000            |                                    |         |
| 1989 | Giuseppe Tambone     | Osella PA/10 2000            |                                    |         |
| 1990 | Ezio Baribbi         | Osella PA/9 2000             |                                    |         |
| 1991 | Ezio Baribbi         | Osella PA/10 2000            |                                    |         |
| 1992 | Ezio Baribbi         | Osella PA/9 2000             |                                    |         |
| 1993 | Pasquale Irlando     | Alfa Romeo 155 GTA           |                                    |         |
| 1994 | Mauro Nesti          | Lucchini BMW                 |                                    |         |
| 1995 | Pasquale Irlando     | Osella BMW                   |                                    |         |
| 1996 | Mauro Nesti          | Lucchini                     |                                    |         |
| 1997 |                      |                              | No disputada                       |         |
| 1998 | Ezio Baribbi         | Osella PA/20 BMW             |                                    |         |
| 1999 | Ezio Baribbi         | Osella PA/20 BMW             |                                    |         |
| 2000 | Franz Tschager       | Osella PA/20                 |                                    |         |
| 2001 | Franco Cinelli       | Osella PA20/S                |                                    |         |
| 2002 | Erasmo Bologna       | Osella PA20/S                |                                    |         |
| 2003 | Giovanni Mezzasalma  | Osella BMW                   |                                    |         |
| 2004 | Pasquale Irlando     | Osella PA21/2                |                                    |         |
| 2005 | Simone Faggioli      | Osella PA21/S                |                                    |         |
| 2006 | Franco Lasia         | Osella PA20                  |                                    |         |
| 2007 | Omar Magliona        | Osella PA21                  |                                    |         |
| 2008 | David Baldi          | Osella PA27 E2 M3000         |                                    |         |
| 2009 | David Baldi          | Osella FA 30 Zytek           |                                    |         |
| 2010 | Cristian Merli       | Picchio PA4 E2               |                                    |         |

## Victòries per pilots
A 1 de gener de 2011
- 9
  Ezio Baribbi
- 3
 Pasquale Irlando
- 2
 Amphicar
  Angelo Giliberti
  Uccio Magliona
  Mauro Nesti
  Domenico Scola
  Giuseppe Tambone
  David Baldi
- 1
  Erasmo Bologna
  Franco Cinelli
 Alessandro Cocchetti
  Simone Faggioli
  Sergio Farris
 Piero Frescobaldi
  Franz Tschager
  Franco Lasia
  Franco Locci
  Edoardo Lualdi
  Omar Magliona
  Giovanni Mezzasalma
  Piero Nappi
 Noris
  Franco Pilone
 Prigigallo
 Giuseppe Raffa
 Giuseppe Rebaudi
  Mauro Sacchini
 Gilberte Thirion

## Victòries per fabricants
A 1 de gener de 2011
- 28
 Osella Corse
- 5
 Abarth
- 3
 Alfa Romeo
- 2
 Chevron
 Lucchini Engineering
- 1
 BMW
 Ferrari
 Mercedes-Benz